# Specie di Gnaphosidae (G-O)
Di seguito sono descritte tutte le specie della famiglia di ragni Gnaphosidae i cui generi sono compresi fra la lettera iniziale G e la O, note al 2 dicembre 2015

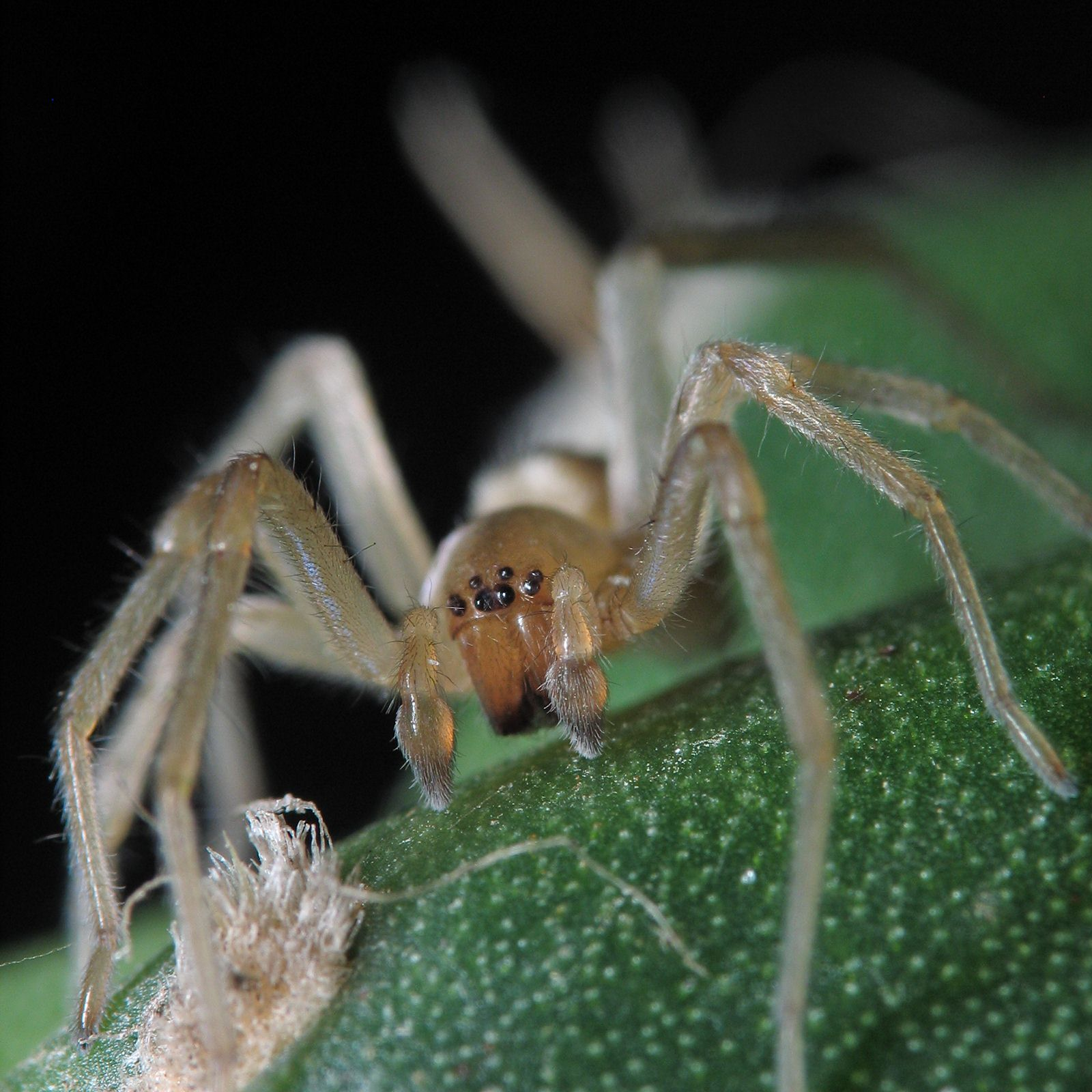
Gnaphosidae sp. - vista frontale

## Gertschosa
Gertschosa Platnick & Shadab, 1981
- Gertschosa amphiloga (Chamberlin, 1936) — USA, Messico
- Gertschosa cincta (Banks, 1929) — Panama
- Gertschosa concinna (Simon, 1895)[2] — Messico
- Gertschosa palisadoes Platnick & Shadab, 1981 — Giamaica

## Gnaphosa
Gnaphosa Latreille, 1804
1. Gnaphosa aborigena Tyschchenko, 1965 — Kazakistan
2. Gnaphosa akagiensis Hayashi, 1994 — Giappone
3. Gnaphosa alacris Simon, 1878 — Francia, Italia, Croazia, Marocco
4. Gnaphosa alpica Simon, 1878 — Europa
5. Gnaphosa altudona Chamberlin, 1922 — USA
6. Gnaphosa antipola Chamberlin, 1933 — USA, Canada
7. Gnaphosa artaensis Wunderlich, 2011 — Maiorca
8. Gnaphosa atramentaria Simon, 1878 — Francia
9. Gnaphosa azerbaidzhanica Tuneva & Esyunin, 2003 — Azerbaigian
10. Gnaphosa badia (L. Koch, 1866) — dall'Europa all'Azerbaigian
11. Gnaphosa balearicola Strand, 1942 — Isole Baleari
12. Gnaphosa banini Marusik & Koponen, 2001 — Mongolia
13. Gnaphosa basilicata Simon, 1882 — Italia
14. Gnaphosa belyaevi Ovtsharenko, Platnick & Song, 1992 — Mongolia
15. Gnaphosa betpaki Ovtsharenko, Platnick & Song, 1992 — Russia, Kazakistan
16. Gnaphosa bicolor (Hahn, 1833) — dall'Europa alla Georgia
17. Gnaphosa bithynica Kulczyński, 1903 — Creta, Turchia
18. Gnaphosa borea Kulczynski, 1908 — Regione olartica
19. Gnaphosa brumalis Thorell, 1875 — USA, Canada, Alaska
20. Gnaphosa californica Banks, 1904 — USA, Canada
21. Gnaphosa campanulata Zhang & Song, 2001 — Cina
22. Gnaphosa cantabrica Simon, 1914 — Spagna, Francia
23. Gnaphosa caucasica Ovtsharenko, Platnick & Song, 1992 — Russia
24. Gnaphosa chiapas Platnick & Shadab, 1975 — Messico
25. Gnaphosa chihuahua Platnick & Shadab, 1975 — Messico
26. Gnaphosa chola Ovtsharenko & Marusik, 1988 — Russia, Mongolia, Cina
27. Gnaphosa clara (Keyserling, 1887) — Nordamerica
28. Gnaphosa corticola Simon, 1914 — Francia
29. Gnaphosa cumensis Ponomarev, 1981 — Ucraina, Russia, Mongolia
30. Gnaphosa cyrenaica (Caporiacco, 1949) — Libia
31. Gnaphosa danieli Miller & Buchar, 1972 — Afghanistan
32. Gnaphosa dege Ovtsharenko, Platnick & Song, 1992 — Kirghizistan, Cina
33. Gnaphosa dentata Platnick & Shadab, 1975 — USA
34. Gnaphosa deserta Ponomarev & Dvadnenko, 2011 — Russia
35. Gnaphosa dolosa Herman, 1879 — Regione paleartica
36. Gnaphosa eskovi Ovtsharenko, Platnick & Song, 1992 — Kazakistan
37. Gnaphosa esyunini Marusik, Fomichev & Omelko, 2014 — Mongolia
38. Gnaphosa eucalyptus Ghafoor & Beg, 2002 — Pakistan
39. Gnaphosa fagei Schenkel, 1963 — Kazakistan, Cina
40. Gnaphosa fallax Herman, 1879 — Ungheria
41. Gnaphosa fontinalis Keyserling, 1887 — USA, Messico
42. Gnaphosa funerea (Dalmas, 1921) — isola di Sant'Elena
43. Gnaphosa gracilior Kulczynski, 1901 — Russia, Mongolia, Cina
44. Gnaphosa haarlovi Denis, 1958 — Asia centrale
45. Gnaphosa halophila Esyunin & Efimik, 1997 — Russia
46. Gnaphosa hastata Fox, 1937 — Cina, Corea
47. Gnaphosa hirsutipes Banks, 1901 — USA, Messico
48. Gnaphosa iberica Simon, 1878 — Spagna
49. Gnaphosa ilika Ovtsharenko, Platnick & Song, 1992 — Kazakistan, Kirghizistan, Uzbekistan
50. Gnaphosa inconspecta Simon, 1878 — Regione paleartica
51. Gnaphosa jodhpurensis Tikader & Gajbe, 1977 — India, Cina
52. Gnaphosa jucunda Thorell, 1875 — Russia, Ucraina
53. Gnaphosa kailana Tikader, 1966 — India
54. Gnaphosa kamurai Ovtsharenko, Platnick & Song, 1992 — Giappone
55. Gnaphosa kankhalae Biswas & Roy, 2008 — India
56. Gnaphosa kansuensis Schenkel, 1936 — Russia, Cina, Corea
57. Gnaphosa ketmer Tuneva, 2005 — Kazakistan
58. Gnaphosa khovdensis Marusik, Fomichev & Omelko, 2014 — Mongolia
59. Gnaphosa kompirensis Bösenberg & Strand, 1906 — Russia, Cina, Corea, Giappone, Vietnam
60. Gnaphosa kuldzha Ovtsharenko, Platnick & Song, 1992 — Turkmenistan, Kirghizistan
61. Gnaphosa kurchak Ovtsharenko, Platnick & Song, 1992 — Kirghizistan
62. Gnaphosa lapponum (L. Koch, 1866) — dall'Europa all'Asia centrale
  - Gnaphosa lapponum inermis Strand, 1899 — Norvegia
63. Gnaphosa leporina (L. Koch, 1866) — Regione paleartica
64. Gnaphosa licenti Schenkel, 1953 — Kazakistan, Russia, Mongolia, Cina, Corea
65. Gnaphosa limbata Strand, 1900 — Norvegia
66. Gnaphosa lonai Caporiacco, 1949 — Italia
67. Gnaphosa lucifuga (Walckenaer, 1802)[2] — Regione paleartica
  - Gnaphosa lucifuga minor Nosek, 1905 — Turchia
68. Gnaphosa luctifica Simon, 1879 — Francia
69. Gnaphosa lugubris (C.L. Koch, 1839) — dall'Europa all'Asia centrale
70. Gnaphosa mandschurica Schenkel, 1963 — Russia, Mongolia, Cina, Nepal
71. Gnaphosa maritima Platnick & Shadab, 1975 — USA, Messico
72. Gnaphosa mcheidzeae Mikhailov, 1998 — Georgia
73. Gnaphosa microps Holm, 1939 — Regione olartica
74. Gnaphosa modestior Kulczynski, 1897 — dall'Europa orientale all'Azerbaigian
75. Gnaphosa moerens O. P.-Cambridge, 1885 — Cina, Nepal
76. Gnaphosa moesta Thorell, 1875 — Ungheria, Romania, Ucraina, Russia
77. Gnaphosa mongolica Simon, 1895 — dall'Ungheria alla Cina
78. Gnaphosa montana (L. Koch, 1866) — Regione paleartica
79. Gnaphosa monteserra Wunderlich, 2015 — Portogallo
80. Gnaphosa muscorum (L. Koch, 1866) — Regione olartica
  - Gnaphosa muscorum gaunitzi Tullgren, 1955 — Svezia, Russia
81. Gnaphosa namulinensis Hu, 2001 — Cina
82. Gnaphosa nigerrima L. Koch, 1877 — Regione paleartica
83. Gnaphosa nordlandica Strand, 1900 — Norvegia
84. Gnaphosa norvegica Strand, 1900 — Norvegia
85. Gnaphosa occidentalis Simon, 1878 — Europa occidentale
86. Gnaphosa oceanica Simon, 1878 — Francia
87. Gnaphosa oligerae Ovtsharenko & Platnick, 1998 — Russia
88. Gnaphosa opaca Herman, 1879 — dall'Europa all'Asia centrale
89. Gnaphosa orites Chamberlin, 1922 — Regione olartica
90. Gnaphosa ovchinnikovi Ovtsharenko, Platnick & Song, 1992 — Kirghizistan
91. Gnaphosa pakistanica Ovtchinnikov, Ahmad & Inayatullah, 2008 — Pakistan
92. Gnaphosa parvula Banks, 1896 — USA, Canada, Alaska
93. Gnaphosa pauriensis Tikader & Gajbe, 1977 — India
94. Gnaphosa pengi Zhang & Yin, 2001 — Cina
95. Gnaphosa perplexa Denis, 1958 — Afghanistan
96. Gnaphosa petrobia L. Koch, 1872 — Europa
97. Gnaphosa pilosa Savelyeva, 1972 — Kazakistan
98. Gnaphosa poonaensis Tikader, 1973 — India
99. Gnaphosa porrecta Strand, 1900 — Norvegia
100. Gnaphosa potanini Simon, 1895 — Russia, Mongolia, Cina, Corea, Giappone
101. Gnaphosa potosi Platnick & Shadab, 1975 — Messico
102. Gnaphosa primorica Ovtsharenko, Platnick & Song, 1992 — Russia, Giappone
103. Gnaphosa prosperi Simon, 1878 — Spagna
104. Gnaphosa pseashcho Ovtsharenko, Platnick & Song, 1992 — Russia
105. Gnaphosa pseudoleporina Ovtsharenko, Platnick & Song, 1992 — Russia
106. Gnaphosa rasnitsyni Marusik, 1993 — Mongolia
107. Gnaphosa reikhardi Ovtsharenko, Platnick & Song, 1992 — Kazakistan, Kirghizistan
108. Gnaphosa rhenana Müller & Schenkel, 1895 — Svizzera, Germania, Austria, Italia, Romania
109. Gnaphosa rohtakensis Gajbe, 1992 — India
110. Gnaphosa rufula (L. Koch, 1866) — Ungheria, Russia, Kazakistan, Libano, Israele
111. Gnaphosa salsa Platnick & Shadab, 1975 — USA, Messico
112. Gnaphosa sandersi Gertsch & Davis, 1940 — Messico
113. Gnaphosa saurica Ovtsharenko, Platnick & Song, 1992 — Russia, Ucraina, Georgia, Asia centrale
114. Gnaphosa saxosa Platnick & Shadab, 1975 — USA
115. Gnaphosa secreta Simon, 1878 — Francia
116. Gnaphosa sericata (L. Koch, 1866) — dagli USA al Guatemala, Cuba
117. Gnaphosa similis Kulczynski, 1926 — regione paleartica orientale
118. Gnaphosa sinensis Simon, 1880 — Cina, Corea
119. Gnaphosa snohomish Platnick & Shadab, 1975 — USA, Canada
120. Gnaphosa songi Zhang, 2001 — Cina
121. Gnaphosa sonora Platnick & Shadab, 1975 — Messico
122. Gnaphosa steppica Ovtsharenko, Platnick & Song, 1992 — dalla Turchia al Kazakistan
123. Gnaphosa sticta Kulczynski, 1908 — Regione paleartica
124. Gnaphosa stoliczkai O. P.-Cambridge, 1885 — Cina
125. Gnaphosa stussineri Simon, 1885 — Grecia
126. Gnaphosa synthetica Chamberlin, 1924 — USA, Messico
127. Gnaphosa tarabaevi Ovtsharenko, Platnick & Song, 1992 — Kazakistan, Kirghizistan
128. Gnaphosa taurica Thorell, 1875 — dalla Bulgaria alla Cina
129. Gnaphosa tenebrosa Fox, 1938 — probabilmente Messico
130. Gnaphosa tetrica Simon, 1878 — Francia, Macedonia
131. Gnaphosa tigrina Simon, 1878 — dal Mediterraneo alla Russia
132. Gnaphosa tumd Tang, Song & Zhang, 2001 — Cina
133. Gnaphosa tunevae Marusik & Omelko, 2014 — Mongolia
134. Gnaphosa tuvinica Marusik & Logunov, 1992 — Russia, Mongolia
135. Gnaphosa ukrainica Ovtsharenko, Platnick & Song, 1992 — Ucraina, Turkmenistan
136. Gnaphosa ustyuzhanini Fomichev, Marusik & Omelko, 2013 — Mongolia
137. Gnaphosa utahana Banks, 1904 — USA
138. Gnaphosa wiehlei Schenkel, 1963 — Russia, Mongolia, Cina
139. Gnaphosa xieae Zhang & Yin, 2001 — Cina
140. Gnaphosa zeugitana Pavesi, 1880 — Nordafrica
141. Gnaphosa zhaoi Ovtsharenko, Platnick & Song, 1992 — Cina
142. Gnaphosa zonsteini Ovtsharenko, Platnick & Song, 1992 — Kirghizistan
143. Gnaphosa zyuzini Ovtsharenko, Platnick & Song, 1992 — Kazakistan

## Haplodrassus
Haplodrassus Chamberlin, 1922
1. Haplodrassus acrotirius (Roewer, 1928) — Creta
2. Haplodrassus aenus Thaler, 1984 — Svizzera, Austria
3. Haplodrassus ambalaensis Gajbe, 1992 — India
4. Haplodrassus atarot Levy, 2004 — Israele
5. Haplodrassus belgeri Ovtsharenko & Marusik, 1988 — Russia
6. Haplodrassus bengalensis Gajbe, 1992 — India
7. Haplodrassus bicornis (Emerton, 1909) — USA, Canada
8. Haplodrassus bohemicus Miller & Buchar, 1977 — Repubblica Ceca
9. Haplodrassus canariensis Schmidt, 1977 — Isole Canarie
10. Haplodrassus caspius Ponomarev & Belosludtsev, 2008 — Russia, Kazakistan, Azerbaigian
11. Haplodrassus caucasius Ponomarev & Dvadnenko, 2013 — Russia
12. Haplodrassus chamberlini Platnick & Shadab, 1975 — Nordamerica
13. Haplodrassus chotanagpurensis Gajbe, 1987 — India
14. Haplodrassus cognatus (Westring, 1861) — Regione paleartica
  - Haplodrassus cognatus ermolajewi Lohmander, 1942 — Russia
15. Haplodrassus concertor (Simon, 1878) — Francia
16. Haplodrassus creticus (Roewer, 1928) — Grecia, Creta
17. Haplodrassus dalmatensis (L. Koch, 1866) — Regione paleartica
  - Haplodrassus dalmatensis pictus (Thorell, 1875) — Spagna, Madeira
18. Haplodrassus dentatus Xu & Song, 1987 — Cina
19. Haplodrassus deserticola Schmidt & Krause, 1996 — Isole Canarie
20. Haplodrassus dixiensis Chamberlin & Woodbury, 1929 — USA
21. Haplodrassus dumdumensis Tikader, 1982 — India
22. Haplodrassus eunis Chamberlin, 1922 — USA, Canada, Alaska
23. Haplodrassus grazianoi Caporiacco, 1948 — Rodi
24. Haplodrassus hatsushibai Kamura, 2007 — Giappone
25. Haplodrassus hiemalis (Emerton, 1909)[2] — Regione olartica
26. Haplodrassus huarong Yin & Bao, 2012 — Cina
27. Haplodrassus hunanensis Yin & Bao, 2012 — Cina
28. Haplodrassus invalidus (O.P.-Cambridge, 1872) — Spagna, Corsica, Sicilia, Italia, Israele
29. Haplodrassus isaevi Ponomarev & Tsvetkov, 2006 — Grecia, Ucraina, Russia, Kazakistan
30. Haplodrassus jacobi Gajbe, 1992 — India
31. Haplodrassus kanenoi Kamura, 1995 — Giappone
32. Haplodrassus kulczynskii Lohmander, 1942 — Regione paleartica
33. Haplodrassus lilliputanus Levy, 2004 — Israele
34. Haplodrassus macellinus (Thorell, 1871) — Mediterraneo occidentale
  - Haplodrassus macellinus hebes (O. P.-Cambridge, 1874) — Francia, Corsica, Italia, Sicilia
35. Haplodrassus maculatus (Banks, 1904) — USA, Messico
36. Haplodrassus mayumiae Kamura, 2007 — Giappone
37. Haplodrassus mediterraneus Levy, 2004 — Israele
38. Haplodrassus mimus Chamberlin, 1922 — USA
39. Haplodrassus minor (O. P.-Cambridge, 1879) — Europa, Russia
40. Haplodrassus moderatus (Kulczynski, 1897) — Regione paleartica
41. Haplodrassus montanus Paik & Sohn, 1984 — Corea
42. Haplodrassus morosus (O. P.-Cambridge, 1872) — Israele, Karakorum
43. Haplodrassus nojimai Kamura, 2007 — Giappone
44. Haplodrassus ovtchinnikovi Ponomarev, 2008 — Turchia, Kazakistan
45. Haplodrassus paramecus Zhang, Song & Zhu, 2001 — Cina
46. Haplodrassus pargongsanensis Paik, 1992 — Corea
47. Haplodrassus parvicorpus (Roewer, 1951) — Maiorca, Marocco
48. Haplodrassus ponomarevi Kovblyuk & Seyyar, 2009 — Turchia
49. Haplodrassus pseudosignifer Marusik, Hippa & Koponen, 1996 — Russia
50. Haplodrassus pugnans (Simon, 1880) — Regione paleartica
51. Haplodrassus reginae Schmidt & Krause, 1998 — Isole Capo Verde
52. Haplodrassus rufus (Savelyeva, 1972) — Kazakistan
53. Haplodrassus rugosus Tuneva, 2005 — Kazakistan
54. Haplodrassus sataraensis Tikader & Gajbe, 1977 — India
55. Haplodrassus seditiosus (Caporiacco, 1928) — Libia
56. Haplodrassus severus (C. L. Koch, 1839) — Mediterraneo
57. Haplodrassus signifer (C. L. Koch, 1839) — Regione olartica
58. Haplodrassus silvestris (Blackwall, 1833) — Regione paleartica
59. Haplodrassus soerenseni (Strand, 1900) — Regione paleartica
60. Haplodrassus stuxbergi (L. Koch, 1879) — Russia
61. Haplodrassus taepaikensis Paik, 1992 — Russia, Corea
62. Haplodrassus taibo (Chamberlin, 1919) — USA
63. Haplodrassus tegulatus (Schenkel, 1963) — Russia, Cina
64. Haplodrassus tehriensis Tikader & Gajbe, 1977 — India
65. Haplodrassus umbratilis (L. Koch, 1866) — dall'Europa al Kazakistan
  - Haplodrassus umbratilis gothicus Lohmander, 1942 — Svezia
66. Haplodrassus vastus (Hu, 1989) — Cina

## Hemicloea
Hemicloea Thorell, 1870
1. Hemicloea affinis L. Koch, 1875 — Nuovo Galles del Sud
2. Hemicloea crocotila Simon, 1908 — Australia occidentale
3. Hemicloea limbata L. Koch, 1875 — Nuovo Galles del Sud
4. Hemicloea michaelseni Simon, 1908 — Australia occidentale
5. Hemicloea murina L. Koch, 1875 — Queensland
6. Hemicloea pacifica Berland, 1924 — Isole della Lealtà
7. Hemicloea plumea L. Koch, 1875 — Queensland, Nuovo Galles del Sud, Isola Lord Howe
8. Hemicloea rogenhoferi L. Koch, 1875 — Queensland, Nuovo Galles del Sud, Nuova Zelanda
9. Hemicloea semiplumosa Simon, 1908 — Australia occidentale
10. Hemicloea sublimbata Simon, 1908 — Australia occidentale
11. Hemicloea sundevalli Thorell, 1870[2] — Queensland, Nuovo Galles del Sud, Nuova Zelanda
12. Hemicloea tasmani Dalmas, 1917 — Tasmania
13. Hemicloea tenera L. Koch, 1876 — Queensland, Nuovo Galles del Sud

## Herpyllus
Herpyllus Hentz, 1832
1. Herpyllus australis (Holmberg, 1881) — Argentina
2. Herpyllus bensonae Fox, 1938 — Messico
3. Herpyllus brachet Platnick e Shadab, 1977 — Messico
4. Herpyllus bubulcus Chamberlin, 1922 — USA, Messico
5. Herpyllus calcuttaensis Biswas, 1984 — India
6. Herpyllus coahuilanus Gertsch & Davis, 1940 — Messico
7. Herpyllus cockerelli (Banks, 1901) — USA, Messico
8. Herpyllus convallis Chamberlin, 1936 — USA, Messico
9. Herpyllus coreanus Paik, 1992 — Corea
10. Herpyllus ecclesiasticus Hentz, 1832[2] — Nordamerica
11. Herpyllus emertoni Bryant, 1935 — USA
12. Herpyllus excelsus Fox, 1938 — USA, Messico
13. Herpyllus fidelis (O. P.-Cambridge, 1898) — Messico
14. Herpyllus frio Platnick & Shadab, 1977 — Messico
15. Herpyllus gertschi Platnick & Shadab, 1977 — USA, Messico
16. Herpyllus giganteus Platnick & Shadab, 1977 — Messico
17. Herpyllus goaensis Tikader, 1982 — India
18. Herpyllus hesperolus Chamberlin, 1928 — Nordamerica
19. Herpyllus iguala Platnick & Shadab, 1977 — Messico
20. Herpyllus lativulvus Denis, 1958 — Afghanistan
21. Herpyllus malkini Platnick & Shadab, 1977 — Messico
22. Herpyllus paropanisadensis Denis, 1958 — Afghanistan
23. Herpyllus perditus (Banks, 1898) — Messico
24. Herpyllus perote Platnick & Shadab, 1977 — Messico
25. Herpyllus pictus (F. O. P.-Cambridge, 1899) — Messico
26. Herpyllus propinquus (Keyserling, 1887) — Nordamerica
27. Herpyllus proximus Denis, 1958 — Turkmenistan, Afghanistan
28. Herpyllus regnans Chamberlin, 1936 — USA
29. Herpyllus reservatus Chamberlin, 1936 — USA, Messico
30. Herpyllus scholasticus Chamberlin, 1922 — USA
31. Herpyllus schwarzi (Banks, 1901) — USA
32. Herpyllus sherus Platnick & Shadab, 1977 — Messico
33. Herpyllus vicinus Denis, 1958 — Afghanistan

## Heser
Heser Tuneva, 2004
1. Heser aradensis (Levy, 1998) — Israele
2. Heser bernardi (Marinaro, 1967) — Spagna, Algeria
3. Heser bonneti (Marinaro, 1967) — Algeria
4. Heser hierosolymitanus (Levy, 1998) — Israele
5. Heser hispanus Senglet, 2012 — Spagna
6. Heser infumatus (O. P.-Cambridge, 1872) — Tanzania, Egitto, Israele
7. Heser malefactor Tuneva, 2004[2] — Kazakistan
8. Heser nilicola (O. Pickard-Cambridge, 1874) — Mediterraneo, isole Canarie, Burkina Faso, USA
9. Heser schmitzi (Kulczynski, 1899) — Spagna, Madeira, isole Canarie, USA
10. Heser vijayanagara Bosselaers, 2010 — India

## Hitobia
Hitobia Kamura, 1992
1. Hitobia asiatica (Bösenberg & Strand, 1906) — Giappone
2. Hitobia cancellata Yin et al., 1996 — Cina
3. Hitobia chayuensis Song, Zhu & Zhang, 2004 — Cina
4. Hitobia hirtella Wang & Peng, 2014 — Cina
5. Hitobia makotoi Kamura, 2011 — Cina, Giappone
6. Hitobia menglong Song, Zhu & Zhang, 2004 — Cina
7. Hitobia monsta Yin et al., 1996 — Cina
8. Hitobia shaoai Yin & Bao, 2012 — Cina
9. Hitobia shimen Yin & Bao, 2012 — Cina
10. Hitobia taiwanica Zhang, Zhu & Tso, 2009 — Taiwan
11. Hitobia tengchong Wang & Peng, 2014 — Cina
12. Hitobia tenuicincta (Simon, 1909) — Vietnam
13. Hitobia unifascigera (Bösenberg & Strand, 1906)[2] — Cina, Corea, Giappone
14. Hitobia yaginumai Deeleman-Reinhold, 2001 — Thailandia
15. Hitobia yasunosukei Kamura, 1992 — Cina, Okinawa (Giappone)
16. Hitobia yunnan Song, Zhu & Zhang, 2004 — Cina

## Homoeothele
Homoeothele Simon, 1908
- Homoeothele micans Simon, 1908[2] — Australia occidentale

## Hongkongia
Hongkongia Song & Zhu, 1998
- Hongkongia caeca Deeleman-Reinhold, 2001 — Isole Molucche
- Hongkongia reptrix Deeleman-Reinhold, 2001 — Giava, Borneo, Bali
- Hongkongia songi Zhang, Zhu & Tso, 2009 — Taiwan
- Hongkongia wuae Song & Zhu, 1998[2] — Hong Kong, Sulawesi, Cina

## Hypodrassodes
Hypodrassodes Dalmas, 1919
1. Hypodrassodes apicus Forster, 1979 — Nuova Zelanda
2. Hypodrassodes asbolodes (Rainbow & Pulleine, 1920) — Isola Lord Howe
3. Hypodrassodes canacus Berland, 1924 — Nuova Caledonia
4. Hypodrassodes cockerelli Berland, 1932 — Nuova Caledonia
5. Hypodrassodes courti Forster, 1979 — Nuova Zelanda
6. Hypodrassodes crassus Forster, 1979 — Nuova Zelanda
7. Hypodrassodes dalmasi Forster, 1979 — Nuova Zelanda
8. Hypodrassodes ignambensis Berland, 1924 — Nuova Caledonia
9. Hypodrassodes insulanus Forster, 1979 — Nuova Zelanda
10. Hypodrassodes isopus Forster, 1979 — Nuova Zelanda
11. Hypodrassodes maoricus (Dalmas, 1917)[2] — Nuova Zelanda

## Ibala
Ibala Fitzpatrick, 2009
1. Ibala arcus (Tucker, 1923)[2] — Zimbabwe, Sudafrica
2. Ibala bilinearis (Tucker, 1923) — Sudafrica
3. Ibala bulawayensis (Tucker, 1923) — Zimbabwe, Sudafrica
4. Ibala declani Fitzpatrick, 2009 — Zimbabwe
5. Ibala gonono Fitzpatrick, 2009 — Zimbabwe
6. Ibala hessei (Lawrence, 1928) — Namibia
7. Ibala isikela Fitzpatrick, 2009 — Zimbabwe, Zambia
8. Ibala kaokoensis (Lawrence, 1928) — Namibia
9. Ibala kevini Fitzpatrick, 2009 — Zimbabwe
10. Ibala kylae Fitzpatrick, 2009 — Zimbabwe
11. Ibala lapidaria (Lawrence, 1928) — Namibia
12. Ibala mabalauta Fitzpatrick, 2009 — Zimbabwe
13. Ibala minshullae Fitzpatrick, 2009 — Zimbabwe
14. Ibala okorosave Fitzpatrick, 2009 — Namibia
15. Ibala omuramba (Lawrence, 1927) — Namibia
16. Ibala quadrativulva (Lawrence, 1927) — Namibia
17. Ibala robinsoni Fitzpatrick, 2009 — Zimbabwe, Botswana

## Intruda
Intruda Forster, 1979
- Intruda signata (Hogg, 1900) — Victoria, Nuova Zelanda

## Kaitawa
Kaitawa Forster, 1979
- Kaitawa insulare (Marples, 1956) — Nuova Zelanda

## Katumbea
Katumbea Cooke, 1964
- Katumbea oxoniensis Cooke, 1964 — Tanzania

## Kishidaia
Kishidaia Yaginuma, 1960
1. Kishidaia albimaculata (Saito, 1934)[2] — Russia, Cina, Giappone
2. Kishidaia conspicua (L. Koch, 1866) — dall'Europa all'Asia centrale
  - Kishidaia conspicua concolor (Caporiacco, 1951) — Italia
3. Kishidaia coreana (Paik, 1992) — Corea
4. Kishidaia xinping Song, Zhu & Zhang, 2004 — Cina

## Ladissa
Ladissa Simon, 1907
- Ladissa africana Simon, 1907[2] — Sierra Leone
- Ladissa inda (Simon, 1897) — India
- Ladissa latecingulata Simon, 1907 — India
- Ladissa semirufa Simon, 1907 — Benin

## Laronius
Laronius Platnick & Deeleman-Reinhold, 2001
- Laronius erewan Platnick & Deeleman-Reinhold, 2001[2] — Thailandia, Sumatra

## Latonigena
Latonigena Simon, 1893
- Latonigena auricomis Simon, 1893[2] — Argentina
- Latonigena beni Ott, Rodrigues & Brescovit, 2012 — Bolivia, Brasile
- Latonigena colombo Ott, Rodrigues & Brescovit, 2012 — Brasile
- Latonigena lami Ott, Rodrigues & Brescovit, 2012 — Brasile, Argentina
- Latonigena pampa López Carrión & Grismado, 2014 — Argentina
- Latonigena pittieri López Carrión & Grismado, 2014 — Venezuela
- Latonigena santana Ott, Rodrigues & Brescovit, 2012 — Brasile, Argentina
- Latonigena sapiranga Ott, Rodrigues & Brescovit, 2012 — Brasile
- Latonigena taim Ott, Rodrigues & Brescovit, 2012 — Brasile
- Latonigena turvo Ott, Rodrigues & Brescovit, 2012 — Brasile, Argentina

## Leptodrassex
Leptodrassex Murphy, 2007
- Leptodrassex algericus (Dalmas, 1919) — Algeria
- Leptodrassex hylaestomachi (Berland, 1934) — Isole Canarie
- Leptodrassex memorialis (Spassky, 1940) — Russia, Ucraina, Kazakistan, Pakistan e Mongolia
- Leptodrassex simoni Dalmas, 1919[2] — Portogallo, Spagna, Francia, Libano

## Leptodrassus
Leptodrassus Simon, 1878
- Leptodrassus albidus Simon, 1914 — dalla Spagna a Creta, Turchia, Israele, isole Azzorre
- Leptodrassus bergensis Tucker, 1923 — Sudafrica
- Leptodrassus croaticus Dalmas, 1919 — Croazia
- Leptodrassus diomedeus Caporiacco, 1951 — Italia
- Leptodrassus femineus (Simon, 1873)[2] — dal Portogallo a Creta, Israele
- Leptodrassus fragilis Dalmas, 1919 — Algeria, Libia
- Leptodrassus licentiosus Dalmas, 1919 — Sudafrica
- Leptodrassus punicus Dalmas, 1919 — Tunisia
- Leptodrassus strandi Caporiacco, 1947 — Etiopia
- Leptodrassus tropicus Dalmas, 1919 — Sierra Leone

## Leptopilos
Leptopilos Levy, 2009
- Leptopilos hadjssaranti (Chatzaki, 2002) — Creta
- Leptopilos lakhish Levy, 2009 — Israele
- Leptopilos levantinus Levy, 2009 — Israele, Creta
- Leptopilos manolisi (Chatzaki, 2002) — Israele, Creta
- Leptopilos pupa (Dalmas, 1919) — Egitto
- Leptopilos tenerrimus (O. Pickard-Cambridge, 1872)[2] — Libia, Israele

## Litopyllus
Litopyllus Chamberlin, 1922
- Litopyllus cubanus (Bryant, 1940) — USA, isole Bahama, Cuba
- Litopyllus realisticus (Chamberlin, 1924) — Messico
- Litopyllus temporarius Chamberlin, 1922[2] — USA

## Lygromma
Lygromma Simon, 1893
- Lygromma anops Peck & Shear, 1987 — Isole Galapagos
- Lygromma chamberlini Gertsch, 1941 — Panama, Colombia, Cuba
- Lygromma domingo Platnick & Shadab, 1981 — Ecuador
- Lygromma dybasi Platnick & Shadab, 1976 — Costa Rica, Panama
- Lygromma gasnieri Brescovit & Höfer, 1993 — Brasile
- Lygromma gertschi Platnick & Shadab, 1976 — Giamaica
- Lygromma huberti Platnick & Shadab, 1976 — Venezuela, Brasile
- Lygromma kochalkai Platnick & Shadab, 1976 — Colombia
- Lygromma peckorum Platnick & Shadab, 1976 — Colombia
- Lygromma peruvianum Platnick & Shadab, 1976 — Perù
- Lygromma quindio Platnick & Shadab, 1976 — Colombia
- Lygromma senoculatum Simon, 1893 — Venezuela
- Lygromma simoni (Berland, 1913) — Ecuador
- Lygromma taruma Brescovit & Bonaldo, 1998 — Brasile
- Lygromma tuxtla Platnick, 1978 — Messico
- Lygromma valencianum Simon, 1893 — Venezuela
- Lygromma volcan Platnick & Shadab, 1981 — Panama
- Lygromma wygodzinskyi Platnick, 1978 — Colombia
- Lygromma ybyguara Rheims & Brescovit, 2004 — Brasile

## Lygrommatoides
Lygrommatoides Strand, 1918
- Lygrommatoides problematica Strand, 1918 — Giappone

## Macarophaeus
Macarophaeus Wunderlich, 2011
- Macarophaeus cultior (Kulczyński, 1899) — Madeira
- Macarophaeus insignis Wunderlich, 2011 — isole Canarie
- Macarophaeus sabulum Wunderlich, 2011 — Portogallo
- Macarophaeus varius (Simon, 1893)[2] — isole Canarie

## Matua
Matua Forster, 1979
- Matua festiva Forster, 1979 — Nuova Zelanda
- Matua valida Forster, 1979[2] — Nuova Zelanda

## Megamyrmaekion
Megamyrmaekion Reuss, 1834
1. Megamyrmaekion algericum Simon, 1885 — Algeria, Tunisia
2. Megamyrmaekion ashae Tikader & Gajbe, 1977 — India
3. Megamyrmaekion austrinum Simon, 1908 — Australia occidentale
4. Megamyrmaekion caudatum Wider, 1834[2] — Egitto, Israele
5. Megamyrmaekion hula Levy, 2009 — Israele
6. Megamyrmaekion jodhpurense Gajbe, 1993 — India
7. Megamyrmaekion kajalae Biswas & Biswas, 1992 — India
8. Megamyrmaekion magshimim Levy, 2009 — Israele
9. Megamyrmaekion nairobii Berland, 1920 — Africa orientale
10. Megamyrmaekion schreineri Tucker, 1923 — Sudafrica
11. Megamyrmaekion transvaalense Tucker, 1923 — Sudafrica
12. Megamyrmaekion velox Simon, 1887 — Sudafrica
13. Megamyrmaekion vulpinum (O. P.-Cambridge, 1874) — Niger, Egitto

## Micaria
Micaria Westring, 1851
1. Micaria aborigenica Mikhailov, 1988 — Russia
2. Micaria aciculata Simon, 1895 — Russia
3. Micaria aenea Thorell, 1871 — Regione olartica
4. Micaria albofasciata Hu, 2001 — Cina
5. Micaria albovittata (Lucas, 1846) — Regione paleartica
6. Micaria alpina L. Koch, 1872 — Regione olartica
7. Micaria alxa Tang et al., 1997 — Cina
8. Micaria beaufortia (Tucker, 1923) — Sudafrica
9. Micaria belezma Bosmans, 2000 — Algeria
10. Micaria blicki Kovblyuk & Nadolny, 2008 — Ucraina
11. Micaria bonneti Schenkel, 1963 — Cina
12. Micaria bosmansi Kovblyuk & Nadolny, 2008 — Ucraina
13. Micaria braendegaardi Denis, 1958 — Afghanistan
14. Micaria brignolii (Bosmans & Blick, 2000) — Portogallo
15. Micaria browni Barnes, 1953 — USA
16. Micaria camargo Platnick & Shadab, 1988 — Messico
17. Micaria capistrano Platnick & Shadab, 1988 — USA, Messico
18. Micaria charitonovi Mikhailov & Ponomarev, 2008 — Kazakistan
19. Micaria chrysis (Simon, 1910) — Namibia
20. Micaria cimarron Platnick & Shadab, 1988 — USA
21. Micaria coarctata (Lucas, 1846) — dal Mediterraneo all'Asia centrale
22. Micaria coloradensis Banks, 1896 — USA, Canada
23. Micaria connexa O. P.-Cambridge, 1885 — Yarkand (Cina)
24. Micaria constricta Emerton, 1894 — Regione olartica
25. Micaria corvina Simon, 1878 — Algeria, Tunisia, Israele
26. Micaria croesia L. Koch, 1873 — Nuovo Galles del Sud
27. Micaria cyrnea Brignoli, 1983 — Corsica, Italia
28. Micaria delicatula Bryant, 1941 — USA
29. Micaria deserticola Gertsch, 1933 — USA, Messico
30. Micaria dives (Lucas, 1846) — Regione paleartica
  - Micaria dives concolor (Caporiacco, 1935) — Karakorum
31. Micaria donensis Ponomarev & Tsvetkov, 2006 — Russia
32. Micaria elizabethae Gertsch, 1942 — USA, Canada
33. Micaria emertoni Gertsch, 1935 — Nordamerica
34. Micaria faltana Bhattacharya, 1935 — India
35. Micaria formicaria (Sundevall, 1831) — Regione paleartica
36. Micaria foxi Gertsch, 1933 — USA, Canada
37. Micaria fulgens (Walckenaer, 1802)[2] — Regione paleartica
38. Micaria funerea Simon, 1878 — Spagna, Corsica, Russia
39. Micaria galilaea Levy, 2009 — Israele
40. Micaria gertschi Barrows & Ivie, 1942 — USA, Canada
41. Micaria gomerae Strand, 1911 — Isole Canarie
42. Micaria gosiuta Gertsch, 1942 — USA, Messico
43. Micaria gulliae Tuneva & Esyunin, 2003 — Russia
44. Micaria guttigera Simon, 1878 — Portogallo, Spagna, Francia
45. Micaria guttulata (C. L. Koch, 1839) — Regione paleartica
46. Micaria icenoglei Platnick & Shadab, 1988 — USA
47. Micaria idana Platnick & Shadab, 1988 — USA, Canada
48. Micaria ignea (O. P.-Cambridge, 1872) — dalle Isole Canarie all'Asia centrale
49. Micaria imperiosa Gertsch, 1935 — USA, Messico
50. Micaria inornata L. Koch, 1873 — Australia
51. Micaria japonica Hayashi, 1985 — Russia, Corea, Giappone
52. Micaria jeanae Gertsch, 1942 — USA, Messico
53. Micaria jinlin Song, Zhu & Zhang, 2004 — Cina
54. Micaria koeni (Bosmans, 2000) — Grecia, Creta
55. Micaria kopetdaghensis Mikhailov, 1986 — Russia, Asia centrale
56. Micaria langtry Platnick & Shadab, 1988 — USA
57. Micaria lassena Platnick & Shadab, 1988 — USA
58. Micaria laticeps Emerton, 1909 — USA, Canada
59. Micaria lenzi Bösenberg, 1899 — Regione paleartica
60. Micaria lindbergi Roewer, 1962 — Afghanistan
61. Micaria logunovi Zhang, Song & Zhu, 2001 — Cina
62. Micaria longipes Emerton, 1890 — Nordamerica
63. Micaria longispina Emerton, 1911 — USA, Canada
64. Micaria marusiki Zhang, Song & Zhu, 2001 — Cina
65. Micaria medica Platnick & Shadab, 1988 — USA, Canada
66. Micaria mexicana Platnick & Shadab, 1988 — Messico
67. Micaria mongunica Danilov, 1997 — Russia
68. Micaria mormon Gertsch, 1935 — Nordamerica
69. Micaria nanella Gertsch, 1935 — USA, Messico
70. Micaria nivosa L. Koch, 1866 — dall'Europa al Kazakistan
71. Micaria nye Platnick & Shadab, 1988 — USA, Messico
72. Micaria otero Platnick & Shadab, 1988 — USA
73. Micaria pallens Denis, 1958 — Afghanistan
74. Micaria pallida O. P.-Cambridge, 1885 — Tagikistan
75. Micaria palliditarsa Banks, 1896 — USA, Messico
76. Micaria pallipes (Lucas, 1846) — dalle Isole Canarie all'Asia centrale
77. Micaria palma Platnick & Shadab, 1988 — USA
78. Micaria palmgreni Wunderlich, 1979 — Finlandia
79. Micaria paralbofasciata Song, Zhu & Zhang, 2004 — Cina
80. Micaria pasadena Platnick & Shadab, 1988 — USA, Messico
81. Micaria porta Platnick & Shadab, 1988 — USA, Messico
82. Micaria pulcherrima Caporiacco, 1935 — Russia, Cina
  - Micaria pulcherrima flava Caporiacco, 1935 — Karakorum
83. Micaria pulicaria (Sundevall, 1831) — Regione olartica
84. Micaria punctata Banks, 1896 — USA
85. Micaria riggsi Gertsch, 1942 — USA, Canada
86. Micaria rossica Thorell, 1875 — Regione olartica
87. Micaria seminola Gertsch, 1942 — USA
88. Micaria seymuria Tuneva, 2005 — Kazakistan
89. Micaria silesiaca L. Koch, 1875 — Regione paleartica
90. Micaria siniloana Barrion & Litsinger, 1995 — Filippine
91. Micaria sociabilis Kulczyński, 1897 — Europa centrale e meridionale
92. Micaria subopaca Westring, 1861 — Regione paleartica
93. Micaria tarabaevi Mikhailov, 1988 — Kazakistan
94. Micaria tersissima Simon, 1910 — Namibia
95. Micaria triangulosa Gertsch, 1935 — USA
96. Micaria triguttata Simon, 1884 — Spagna, Francia, Algeria
97. Micaria tripunctata Holm, 1978 — Regione olartica
98. Micaria tuvensis Danilov, 1993 — Russia, Kazakistan, Cina
99. Micaria utahna Gertsch, 1933 — USA
100. Micaria vinnula Gertsch & Davis, 1936 — USA
101. Micaria violens Oliger, 1983 — Russia
102. Micaria xiningensis Hu, 2001 — Cina
103. Micaria yeniseica Marusik & Koponen, 2002 — Russia
104. Micaria yushuensis Hu, 2001 — Cina

## Microdrassus
Microdrassus Dalmas, 1919
- Microdrassus inaudax (Simon, 1898)[2] — Isole Seychelles

## Microsa
Microsa Platnick & Shadab, 1977
- Microsa chickeringi Platnick & Shadab, 1977[2] — isole Vergini
- Microsa cubitas Alayón & Platnick, 1993 — Cuba
- Microsa gertschi Platnick, 1978 — isole Bahama

## Micythus
Micythus Thorell, 1897
- Micythus anopsis Deeleman-Reinhold, 2001 — Thailandia
- Micythus pictus Thorell, 1897[2] — Myanmar, Borneo
- Micythus rangunensis (Thorell, 1895) — Myanmar, Sumatra, Borneo

## Minosia
Minosia Dalmas, 1921
1. Minosia assimilis Caporiacco, 1941 — Etiopia, Uganda
2. Minosia berlandi Lessert, 1929 — Congo
3. Minosia bicalcarata (Simon, 1882) — Yemen
4. Minosia clypeolaria (Simon, 1907) — Guinea-Bissau
5. Minosia eburneensis Jézéquel, 1965 — Costa d'Avorio
6. Minosia irrugata (Simon, 1907) — Guinea-Bissau
7. Minosia karakumensis (Spassky, 1939) — Turkmenistan
8. Minosia lynx (Simon, 1886) — Senegal
9. Minosia pharao Dalmas, 1921 — Egitto, Israele
  - Minosia pharao occidentalis Dalmas, 1921 — Algeria
10. Minosia santschii Dalmas, 1921 — Tunisia, Libia
11. Minosia senegaliensis Dalmas, 1921 — Senegal
12. Minosia simeonica Levy, 1995 — Israele
13. Minosia spinosissima (Simon, 1878)[2] — Spagna, Francia, Israele

## Minosiella
Minosiella Dalmas, 1921
- Minosiella intermedia Denis, 1958 — Asia centrale, Afghanistan
- Minosiella mediocris Dalmas, 1921[2] — Tunisia, Algeria, Egitto, Israele
- Minosiella pallida (L. Koch, 1875) — Somalia, Yemen
- Minosiella perimensis Dalmas, 1921 — Yemen
- Minosiella pharia Dalmas, 1921 — Libia, Egitto, Israele
- Minosiella spinigera (Simon, 1882) — Yemen

## Molycria
Molycria Simon, 1887
- Molycria amphi Platnick & Baehr, 2006 — Queensland
- Molycria broadwater Platnick & Baehr, 2006 — Queensland, Nuovo Galles del Sud
- Molycria bulburin Platnick & Baehr, 2006 — Queensland
- Molycria bundjalung Platnick & Baehr, 2006 — Nuovo Galles del Sud
- Molycria burwelli Platnick & Baehr, 2006 — Queensland
- Molycria canonba Platnick & Baehr, 2006 — Queensland, Nuovo Galles del Sud
- Molycria cleveland Platnick & Baehr, 2006 — Queensland
- Molycria cooki Platnick & Baehr, 2006 — Queensland
- Molycria dalby Platnick & Baehr, 2006 — Queensland, Nuovo Galles del Sud
- Molycria daviesae Platnick & Baehr, 2006 — Queensland
- Molycria dawson Platnick & Baehr, 2006 — Queensland
- Molycria drummond Platnick & Baehr, 2006 — Queensland
- Molycria goanna Platnick & Baehr, 2006 — Queensland, Nuovo Galles del Sud
- Molycria grayi Platnick & Baehr, 2006 — Queensland, Nuovo Galles del Sud, Isola Lord Howe
- Molycria isla Platnick & Baehr, 2006 — Queensland
- Molycria kaputar Platnick & Baehr, 2006 — Nuovo Galles del Sud
- Molycria mammosa (O. P.-Cambridge, 1874) — Nuovo Galles del Sud, Capital Territory (Australia)
- Molycria mcleani Platnick & Baehr, 2006 — Queensland
- Molycria milledgei Platnick & Baehr, 2006 — Nuovo Galles del Sud
- Molycria moffatt Platnick & Baehr, 2006 — Queensland
- Molycria monteithi Platnick & Baehr, 2006 — Queensland
- Molycria moranbah Platnick & Baehr, 2006 — Queensland
- Molycria nipping Platnick & Baehr, 2006 — Queensland
- Molycria quadricauda (Simon, 1908) — Australia meridionale
- Molycria raveni Platnick & Baehr, 2006 — Queensland
- Molycria robert Platnick & Baehr, 2006 — Queensland
- Molycria smithae Platnick & Baehr, 2006 — Nuovo Galles del Sud
- Molycria stanisici Platnick & Baehr, 2006 — Queensland
- Molycria taroom Platnick & Baehr, 2006 — Queensland
- Molycria thompsoni Platnick & Baehr, 2006 — Queensland
- Molycria tooloombah Platnick & Baehr, 2006 — Queensland
- Molycria upstart Platnick & Baehr, 2006 — Queensland
- Molycria vokes Platnick & Baehr, 2006 — Australia occidentale, Territorio del Nord (Australia), Australia meridionale
- Molycria wallacei Platnick & Baehr, 2006 — Queensland
- Molycria wardeni Platnick & Baehr, 2006 — Queensland
- Molycria wrightae Platnick & Baehr, 2006 — Queensland

## Montebello
Montebello Hogg, 1914
- Montebello tenuis Hogg, 1914[2] — Australia

occidentale

## Moreno
Moreno Mello-Leitão, 1940
- Moreno chacabuco Platnick, Shadab & Sorkin, 2005 — Cile
- Moreno chivato Platnick, Shadab & Sorkin, 2005 — Cile
- Moreno grande Platnick, Shadab & Sorkin, 2005 — Cile
- Moreno morenoi Mello-Leitão, 1940 — Argentina
- Moreno neuquen Platnick, Shadab & Sorkin, 2005 — Argentina
- Moreno ramirezi Platnick, Shadab & Sorkin, 2005 — Argentina

## Myandra
Myandra Simon, 1887
- Myandra bicincta Simon, 1908 — Australia
- Myandra cambridgei Simon, 1887 — Australia
- Myandra myall Platnick & Baehr, 2006 — dal Queensland alla Tasmania
- Myandra tinline Platnick & Baehr, 2006 — Australia meridionale

## Namundra
Namundra Platnick & Bird, 2007
- Namundra brandberg Platnick & Bird, 2007 — Namibia
- Namundra griffinae Platnick & Bird, 2007 — Namibia
- Namundra kleynjansi Platnick & Bird, 2007 — Namibia
- Namundra leechi Platnick & Bird, 2007 — Angola

## Nauhea
Nauhea Forster, 1979
- Nauhea tapa Forster, 1979[2] — Nuova Zelanda

## Neodrassex
Neodrassex Ott, 2012
- Neodrassex aureus Ott, 2012[2] — Brasile
- Neodrassex cachimbo Ott, 2013 — Brasile
- Neodrassex ibirapuita Ott, 2013 — Brasile
- Neodrassex iguatemi Ott, 2012 — Brasile
- Neodrassex nordeste Ott, 2013 — Brasile

## Neozimiris
Neozimiris Simon, 1903
- Neozimiris chickeringi Platnick & Shadab, 1976 — Panama
- Neozimiris crinis Platnick & Shadab, 1976 — Messico
- Neozimiris escandoni Müller, 1987 — Colombia
- Neozimiris exuma Platnick & Shadab, 1976 — Isole Bahama
- Neozimiris levii Platnick & Shadab, 1976 — Curaçao (Venezuela)
- Neozimiris nuda Platnick & Shadab, 1976 — Portorico
- Neozimiris pinta Platnick & Shadab, 1976 — Isole Galapagos
- Neozimiris pinzon Platnick & Shadab, 1976 — Isole Galapagos
- Neozimiris pubescens (Banks, 1898) — USA, Messico

## Nodocion
Nodocion Chamberlin, 1922
- Nodocion eclecticus Chamberlin, 1924 — America settentrionale
- Nodocion floridanus (Banks, 1896) — USA, Messico
- Nodocion mateonus Chamberlin, 1922[2] — USA
- Nodocion rufithoracicus Worley, 1928 — USA, Canada
- Nodocion solanensis Tikader & Gajbe, 1977 — India
- Nodocion tikaderi (Gajbe, 1993) — India
- Nodocion utus (Chamberlin, 1936) — USA, Messico
- Nodocion voluntarius (Chamberlin, 1919) — America settentrionale

## Nomindra
Nomindra Platnick & Baehr, 2006
- Nomindra arenaria Platnick & Baehr, 2006 — Territorio del Nord (Australia)
- Nomindra barlee Platnick & Baehr, 2006 — Australia occidentale
- Nomindra berrimah Platnick & Baehr, 2006 — Territorio del Nord (Australia)
- Nomindra cocklebiddy Platnick & Baehr, 2006 — Australia occidentale
- Nomindra cooma Platnick & Baehr, 2006 — Australia occidentale
- Nomindra fisheri Platnick & Baehr, 2006 — Territorio del Nord (Australia)
- Nomindra flavipes (Simon, 1908) — Australia occidentale, Australia meridionale
- Nomindra gregory Platnick & Baehr, 2006 — Australia occidentale, Territorio del Nord (Australia)
- Nomindra indulkana Platnick & Baehr, 2006 — Australia occidentale, Australia meridionale
- Nomindra jarrnarm Platnick & Baehr, 2006 — Australia occidentale, Territorio del Nord (Australia)
- Nomindra kinchega Platnick & Baehr, 2006 — Australia meridionale, dal Queensland al Victoria
- Nomindra leeuweni Platnick & Baehr, 2006 — Australia meridionale
- Nomindra ormiston Platnick & Baehr, 2006 — Territorio del Nord (Australia), Australia meridionale
- Nomindra thatch Platnick & Baehr, 2006 — Queensland
- Nomindra woodstock Platnick & Baehr, 2006 — Australia occidentale
- Nomindra yeni Platnick & Baehr, 2006 — dall'Australia occidentale al Queensland

## Nomisia
Nomisia Dalmas, 1921
1. Nomisia aussereri (L. Koch, 1872) — Regione paleartica
2. Nomisia australis Dalmas, 1921 — Sudafrica
3. Nomisia castanea Dalmas, 1921 — Algeria, Tunisia, Libia
4. Nomisia celerrima (Simon, 1914) — Spagna, Francia
5. Nomisia chordivulvata (Strand, 1906) — Etiopia, Somalia
6. Nomisia conigera (Spassky, 1941) — dalla Turchia all'Asia centrale
7. Nomisia dalmasi Lessert, 1929 — Congo
8. Nomisia excerpta (O. P.-Cambridge, 1872) — isole Canarie, dal Portogallo alla Turchia, Cipro, Tunisia, Creta, Israele
9. Nomisia exornata (C. L. Koch, 1839)[2] — dall'Europa all'Asia centrale
10. Nomisia flavimana Denis, 1937 — Algeria
11. Nomisia fortis Dalmas, 1921 — Isole Canarie
12. Nomisia frenata (Purcell, 1908) — Sudafrica
13. Nomisia gomerensis Wunderlich, 2011 — isole Canarie
14. Nomisia graciliembolus Wunderlich, 2011 — isole Canarie
15. Nomisia harpax (O. P.-Cambridge, 1874) — India
16. Nomisia kabuliana Roewer, 1961 — Afghanistan
17. Nomisia levyi Chatzaki, 2010 — Grecia
18. Nomisia molendinaria (L. Koch, 1866) — Croazia, Georgia
19. Nomisia monardi Lessert, 1933 — Angola
20. Nomisia montenegrina Giltay, 1932 — Montenegro
21. Nomisia musiva (Simon, 1889) — Isole Canarie
22. Nomisia negebensis Levy, 1995 — Israele, Turchia
23. Nomisia notia Dalmas, 1921 — Sudafrica
24. Nomisia orientalis Dalmas, 1921 — Turchia
25. Nomisia palaestina (O. P.-Cambridge, 1872) — Grecia, Siria, Turchia, Israele
26. Nomisia peloponnesiaca Chatzaki, 2010 — Grecia
27. Nomisia perpusilla Dalmas, 1921 — Spagna
28. Nomisia poecilipes Caporiacco, 1939 — Etiopia
29. Nomisia punctata (Kulczyński, 1901) — Etiopia
30. Nomisia recepta (Pavesi, 1880) — Tunisia, Algeria, Italia, Malta, Francia, Corsica, Sicilia, Cipro
31. Nomisia ripariensis (O. P.-Cambridge, 1872) — Bulgaria, Grecia, dall'isola di Creta all'Azerbaigian
32. Nomisia satulla (Simon, 1909) — Etiopia
33. Nomisia scioana (Pavesi, 1883) — Etiopia
34. Nomisia simplex (Kulczynski, 1901) — Etiopia
35. Nomisia tingitana Dalmas, 1921 — Marocco
36. Nomisia transvaalica Dalmas, 1921 — Sudafrica
37. Nomisia tubula (Tucker, 1923) — Angola, Sudafrica
38. Nomisia uncinata Jézéquel, 1965 — Costa d'Avorio
39. Nomisia varia (Tucker, 1923) — Sudafrica

## Nopyllus
Nopyllus Ott, 2014
- Nopyllus isabelae (Brescovit & Lise, 1993)[2] — Brasile
- Nopyllus vicente Ott, 2014 — Brasile

## Notiodrassus
Notiodrassus Bryant, 1935
- Notiodrassus distinctus Bryant, 1935[2] — Nuova Zelanda
- Notiodrassus fiordensis Forster, 1979 — Nuova Zelanda

## Odontodrassus
Odontodrassus Jézéquel, 1965
- Odontodrassus aphanes (Thorell, 1897) — dalla Birmania al Giappone, isole Seychelles, Nuova Caledonia, Giamaica
- Odontodrassus aravaensis Levy, 1999 — Israele
- Odontodrassus bicolor Jézéquel, 1965 — Costa d'Avorio
- Odontodrassus hondoensis (Saito, 1939) — Russia, Cina, Corea, Giappone
- Odontodrassus mundulus (O. P.-Cambridge, 1872) — dalla Tunisia a Israele, Karakorum
- Odontodrassus muralis Deeleman-Reinhold, 2001 — Thailandia, Cina, Sulawesi, Lombok (Indonesia)
- Odontodrassus nigritibialis Jézéquel, 1965[2] — Costa d'Avorio
- Odontodrassus yunnanensis (Schenkel, 1963) — Cina

## Oltacloea
Oltacloea Mello-Leitão, 1940
- Oltacloea beltraoae Brescovit & Ramos, 2003 — Brasile
- Oltacloea mutilata Mello-Leitão, 1940 — Argentina
- Oltacloea ribaslangei Bonaldo & Brescovit, 1997 — Brasile

## Orodrassus
Orodrassus Chamberlin, 1922
- Orodrassus assimilis (Banks, 1895) — USA
- Orodrassus canadensis Platnick & Shadab, 1975 — USA, Canada
- Orodrassus coloradensis (Emerton, 1877)[2] — USA, Canada